# Брдо (Шипово)
Брдо је насељено мјесто у општини Шипово, Република Српска, БиХ. Према попису становништва из 2013. у насељу је живјело 87 становника.

## Географија
Ракита је заселак села Брдо у области око Јања, код Шипова. Састоји се од 6 кућа, а тренутно су само двије насељене. У селу је некада живјело више од 100 душа, а сада их је свега троје. Његова околина је богата шумом и пашњацима и има погодне услове за бављење пољопривредом и сточарством.

## Становништво
| Националност       | 1991. | 1981. | 1971. | 1961. |
| Срби               | 164   | 215   | 327   | 319   |
| Југословени        |       | 1     |       |       |
| Хрвати             |       |       | 1     |       |
| остали и непознато |       | 1     | 2     |       |
| Укупно             | 164   | 217   | 330   | 319   |

| Демографија | Демографија | Демографија |
| Година      | Становника  | Становника  |
| ----------- | ----------- | ----------- |
| 1961.       | 319         |             |
| 1971.       | 330         |             |
| 1981.       | 217         |             |
| 1991.       | 164         |             |
| 2013.       | 87          |             |